# Championnats d'Afrique de badminton 2020
Navigation
Port Harcourt 2019 Kampala 2021
Les championnats d'Afrique de badminton 2020, vingt-quatrième édition des championnats d'Afrique de badminton, se déroulent du 14 février au 16 février 2020 au Caire, en Égypte, à la suite du Championnat d'Afrique de badminton par équipes mixtes 2020 organisé dans la même ville.

## Médaillés
| Épreuve       | Or                                 | Argent                                        | Bronze                                 |
| ------------- | ---------------------------------- | --------------------------------------------- | -------------------------------------- |
| Simple hommes | Georges Paul                       | Anuoluwapo Juwon Opeyori                      | Godwin Olofua                          |
| Simple hommes | Georges Paul                       | Anuoluwapo Juwon Opeyori                      | Adham Hatem Elgamal                    |
| Simple dames  | Kate Foo Kune                      | Dorcas Ajoke Adesokan                         | Hadia Hosny                            |
| Simple dames  | Kate Foo Kune                      | Dorcas Ajoke Adesokan                         | Doha Hany                              |
| Double hommes | Koceila Mammeri Youcef Sabri Medel | Aatish Lubah Georges Paul                     | Godwin Olofua Anuoluwapo Juwon Opeyori |
| Double hommes | Koceila Mammeri Youcef Sabri Medel | Aatish Lubah Georges Paul                     | Enejoh Abah Isaac Minaphee             |
| Double dames  | Doha Hany Hadia Hosny              | Dorcas Ajoke Adesokan Uchechukwu Deborah Ukeh | Grace Gabriel Chineye Ibere            |
| Double dames  | Doha Hany Hadia Hosny              | Dorcas Ajoke Adesokan Uchechukwu Deborah Ukeh | Amy Ackerman Michelle Butler-Emmett    |
| Double mixte  | Adham Hatem Elgamal Doha Hany      | Koceila Mammeri Linda Mazri                   | Tejraj Pultoo Kobita Dookhee           |
| Double mixte  | Adham Hatem Elgamal Doha Hany      | Koceila Mammeri Linda Mazri                   | Ahmed Salah Hadia Hosny                |

## Tableau des médailles
- Pays organisateur (Égypte)

| Rang  | Nation         | Or | Argent | Bronze | Total |
| ----- | -------------- | -- | ------ | ------ | ----- |
| 1     | Maurice        | 2  | 1      | 1      | 4     |
| 2     | Égypte         | 2  | 0      | 4      | 6     |
| 3     | Algérie        | 1  | 1      | 0      | 2     |
| 4     | Nigeria        | 0  | 3      | 4      | 7     |
| 5     | Afrique du Sud | 0  | 0      | 1      | 1     |
| Total | Total          | 5  | 5      | 10     | 20    |